# 威廉·哈钦·霍尔

复仇女神（右边背景）在第二次穿鼻之战中摧毁中国帆船

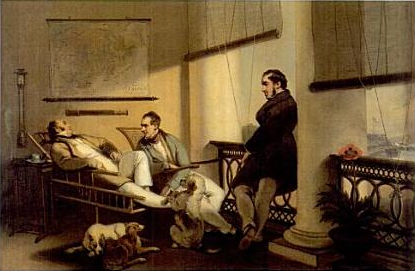
霍尔（右边站着的人）在英国商人兰斯洛特的走廊里在中国的时期

海军上将威廉·哈登·霍尔爵士，KCB，FRS（英語：William Hutcheon Hall，1797年—1878年6月25日），是英国皇家海军军官。他在第一次鸦片战争和克里米亚战争中服役。他是最早对蒸汽机进行彻底研究的英国官员之一。在中国，他指挥了东印度公司的铁船复仇女神号。虽然海军部没有正式將它列入皇家海军军舰，但仍將霍尔在复仇女神号上的时间計入年資，就好像他在海军舰上服役一样。

## 早期生活和职业生涯
霍尔大约于1797年出生于英格兰诺森伯兰郡的伯立克，是威廉·霍尔和他的妻子玛丽（原姓Hutcheon）的儿子。他于1811年10月24日加入皇家海军，在海军船長比昂（George Byng）和约翰·特雷梅恩·罗德（John Tremayne Rodd）的带领下，成为皇家海军的一等志愿兵。1816年至1817年，他在巴兹尔·霍尔船长手下担任海军候補少尉，与他一起參加威廉·阿默斯特大使的访華。1817年11月回到英国后，他被派往西部非洲分遣艦隊罗伯特·门德斯船長的护卫舰“伊菲吉尼亚号”上。后来他被提拔为单桅帆船莫吉安娜號的准尉船長。在这一级别，他在英属西印度群岛、地中海和母国服役到1836年。在研究了格拉斯哥、苏格兰的蒸汽机和前往爱尔兰贸易船上的蒸汽机之后，他前往美国，在那里他受雇于特拉华和哈德逊運河的蒸汽船。

## 中国
1839年11月，霍尔获得了英属东印度公司在中国的复仇女神号的指挥权，他曾在第一次鸦片战争（1839-42年）中服役。为了他的效力，海军部获得议会通過一项命令，使其能够在1841年1月8日成为中尉。海军部后来获得了权力，使他在复仇女神号上的时间計入年資，就好像他在一艘女王的船上服役一样。1841年1月7日，在第二次穿鼻战役中，这艘船第一次与中国的堡垒守軍和一支戎克船船队交战。他在官方報告中有被提到参加該次战役。他后来于2月27日参加了頭沙島战役，以及3月13日至15日的西江探险。为了纪念他的服役，他在海军中被称为“复仇女神号霍尔”。威廉·达拉斯·伯纳德（William Dallas Bernard），牛津大学的毕业生，曾在中国学习生活和风俗习惯，他用霍尔的笔记在《1840年至1843年复仇女神号的航行和服务敘事》（1844年）中描写了該次战争。1842年2月，在理查德·柯林斯的指挥下，当时的霍尔上尉也在“复仇女神号”上看到了宁波附近的台山岛上的軍事行动。1842年10月22日，他被升級为船长。

## 俄罗斯
在克里米亚战争（1853-56年）爆发后，霍尔无法获得与他资历相当的船只的指挥权。因此，在1854年3月15日，他接受了在波罗的海地区服役的6炮外輪船HECLA號。再一次他在官方報告中被提及，并受了轻伤。1854年11月，他转入72门火炮船布莱尼姆号。1855年，他参与了波马松戰役以及其他战役。康斯坦丁·尼古拉耶维奇大公是沙皇尼古拉一世的第二个儿子，他说：“在所有大胆的、像水手一样的行动中，霍尔船长驾驶着他的汽船在敌人国家的错综复杂的航道上行驶了七英里，这是我能想象到的最大胆的行动；即使在敌人身上，我也不得不钦佩这种勇敢。”1855年7月5日，霍尔獲頒巴斯三等勋章。

## 作品與晚年生活

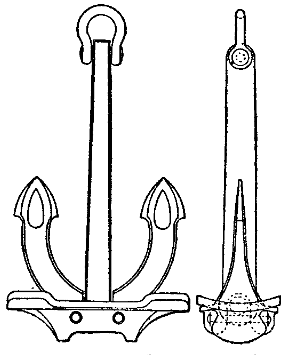
霍爾的專利錨

霍爾是第一个徹底研究蒸汽引擎的英國軍官。他發明船用鐵製艙底污水槽並獲得海軍採用，以及「霍爾的專利錨」。1845年4月30日，他與他的第一位船長喬治·秉的第三個女兒希萊爾·卡羅琳·秉結婚。他們育有一個女兒弗朗西絲·羅素·霍爾，她於1879年與查爾斯·戴維斯·盧卡斯船長結婚。盧卡斯於1854年在赫克拉號霍爾手下服役時，曾經獲得维多利亚十字勳章。1847年3月3日，霍爾被派至英國皇家海軍艦艇威廉瑪麗號，協助救濟愛爾蘭馬鈴薯大飢荒。5月6日，他被轉移到龍號 。在他指挥龍號期间，因疏於維護武器而遭到譴責，並且在1850年6月8日離開該船。
1847年，霍爾獲選為皇家學會院士，他曾理事會待了幾年。他的著作涉及發展國家防禦系統，以及雇用船工、漁民和武装商人作海軍後備部隊的一部分。他是船難水手協會的一個積極支持者，前後長達26年。1863年，他晉升为准將。他在1866年4月2日退休，1867年3月13日獲頒貝斯三等勳章，1869年7月26日晋升为海军中将 ，以及1875年11月11日成為海軍上將 。1878年6月25日，他在倫敦肯辛頓国际创花园死于中風，6月29日埋葬在肯特郡梅瑞沃斯聖勞倫斯教堂的墓地。